# Аддруп
Аддруп (нем. Addrup) — село в Германии, в земле Нижняя Саксония.

## География
Аддруп граничит с деревнями Гут Лаге, Уптло, Беверн, Кальхорн и Штадтсхольте, входящими в состав общине Эссен (Ольденбург). На востоке Аддруп граничит с Люше в общине Бакум в районе Фехта. Находясь на границе районов Клоппенбург и Фехта, Аддруп находится в центре Ольденбургского Мюнстерленда.

## История
Первое письменное доказательство существования Аддрупа датируется 950 г., деревня изначально называлась Адаторпе (нем. Adathorpe). В 1340 название изменилось на Аддорпе (нем. Addorpe), в 1376 он было названо Адорпе (нем. Adorpe).
В средние века Граф Текленбурга основал в Аддрупе свободный суд. Деревня позже входила в состав Мюнстерского княжеского епископства, герцогства Ольденбург, департамента Верхнего Эмса, затем в состав великого герцогства Ольденбург, свободного государства Ольденбург, и гау Везер-Эмс. С 1946 г. Аддруп является частью земли Нижняя Саксония.
В 1987 году жители Аддрупа построили площадь «Гёпельплац» (нем. Göpelplatz), деревенскую площадь с павильоном и игровой площадкой для детей.

## Население
| Год  | Население |
| ---- | --------- |
| 1476 | 79        |
| 1651 | 58        |
| 1812 | 287       |
| 1880 | 401       |
| 1910 | 462       |
| 2010 | 305       |
| 2014 | 298       |

## Уроженцы
- Каспар Генри Боргесс[англ.] (1824—1890, англ. Caspar Henry Borgess) — епископ Детройта.
- Клеменс гроссe Макке[нем.] (1959, нем. Clemens große Macke) — политик, бывший член Нижнесаксонского ландтага[англ.].